# Juan Echecopar
Juan Echecopar (Pergamino, 16 ottobre 1946 – Pergamino, 29 marzo 2012) è stato un calciatore argentino, di ruolo attaccante.

## Palmarès

### Competizioni nazionali
- Campionato argentino: 1

Estudiantes: Metropolitano 1967

### Competizioni internazionali
- Coppa Libertadores: 3

Estudiantes: 1968, 1969, 1970
- Coppa Interamericana: 1

Estudiantes: 1968
- Coppa Intercontinentale: 1

Estudiantes: 1968